# Reazione di condensazione
In chimica si indicano come reazioni di condensazione numerose reazioni fra molecole diverse o tra funzioni diverse di una stessa molecola, in cui le parti reagenti si uniscono, in genere con eliminazione di acqua o di un'altra molecola a basso peso molecolare (alcol, acido, ecc.), chiamata "condensato". Le condensazioni intramolecolari producono una ciclizzazione.

## Polimerizzazione
Le reazioni di condensazione avvengono in tutte le polimerizzazioni per condensazione, descritte per la prima volta nel 1929 da Wallace Carothers. Carothers distinse le "polimerizzazioni per condensazione" dalle "polimerizzazioni per addizione" a seconda che nel corso della polimerizzazione si abbia la formazione di una molecola a basso peso molecolare o meno.
Spesso le polimerizzazioni per condensazione sono polimerizzazioni a stadi, ma non sempre. Ad esempio il poliuretano è un polimero di addizione, ma la sua produzione avviene tramite polimerizzazione a stadio.